# العلاقات الغيانية الليبية
العلاقات الغيانية الليبية هي العلاقات الثنائية التي تجمع بين غيانا وليبيا.

## مقارنة بين البلدين
هذه مقارنة عامة ومرجعية للدولتين:
| وجه المقارنة                                              | غيانا        | ليبيا                                       |
| --------------------------------------------------------- | ------------ | ------------------------------------------- |
| المساحة (كم2)                                             | 214.97 ألف   | 1.76 مليون                                  |
| عدد السكان (نسمة)                                         | 777.86 ألف   | 6.37 مليون                                  |
| الكثافة السكانية (ن./كم²)                                 | 3.62         | 3.62                                        |
| العاصمة                                                   | جورج تاون    | طرابلس                                      |
| اللغة الرسمية                                             | لغة إنجليزية | اللغة العربية، اللغة العربية الفصحى الحديثة |
| العملة                                                    | دولار غياني  | دينار ليبي                                  |
| الناتج المحلي الإجمالي (بليون دولار)                      | 3.68 مليار   | 50.98 مليار                                 |
| الناتج المحلي الإجمالي (تعادل القوة الشرائية) بليون دولار | 5.77 مليار   | 69.32 مليار                                 |
| الناتج المحلي الإجمالي الاسمي للفرد دولار أمريكي          | 4.13 ألف     |                                             |
| الناتج المحلي الإجمالي للفرد دولار أمريكي                 |              | 15.60 ألف                                   |
| مؤشر التنمية البشرية                                      |              | 0.724                                       |
| رمز المكالمات الدولي                                      | +592         | +218                                        |
| رمز الإنترنت                                              | .gy          | .ly                                         |
| المنطقة الزمنية                                           | 00           | ت ع م+02:00، توقيت شرق أوروبا               |

## منظمات دولية مشتركة
يشترك البلدان في عضوية مجموعة من المنظمات الدولية، منها:
| علم المنظمة | اسم المنظمة                        | تاريخ انضمام غيانا | تاريخ انضمام ليبيا |
| ----------- | ---------------------------------- | ------------------ | ------------------ |
|             | مؤسسة التنمية الدولية              | 4 يناير 1967       | 1 أغسطس 1961       |
|             | يونسكو                             | 21 مارس 1967       | 27 يونيو 1953      |
|             | وكالة ضمان الاستثمار متعدد الأطراف | 18 يناير 1989      | 5 أبريل 1993       |
|             | الأمم المتحدة                      | 20 سبتمبر 1966     | 14 ديسمبر 1955     |
|             | الاتحاد البريدي العالمي            | ?                  | ?                  |
|             | البنك الدولي للإنشاء والتعمير      | 26 سبتمبر 1966     | 17 سبتمبر 1958     |
|             | الاتحاد الدولي للاتصالات           | 8 مارس 1967        | 3 فبراير 1953      |
|             | منظمة حظر الأسلحة الكيميائية       | ?                  | ?                  |
|             | مؤسسة التمويل الدولية              | 4 يناير 1967       | 18 سبتمبر 1958     |
|             | منظمة الشرطة الجنائية الدولية      | ?                  | ?                  |

## وصلات خارجية
- موقع وزارة الخارجية الغيانية
- موقع وزارة الخارجية الليبية